# Josef Radetzky
Grof Johann Josef Wenzel Radetzky von Radetz, avstrijski feldmaršal češkega  rodu, * 2. november 1766, Grad Třebnice, Češka, † 5. januar 1858, Milano, Italija (takrat Avstrijsko cesarstvo).

## Življenje
Rodil se je v češki plemiški družini in že kot otrok kmalu ostal brez staršev. Do svoje smrti ga je vzgajal ded, po njegovi smrti pa je Josef odšel na Dunaj, kjer je začel obiskovati Terezijansko akademijo. Leta 1785 je vstopil v avstrijsko vojsko kot kadet,  leta 1787 pa je dobil čin poročnika kirasirjev. Vse življenje je bil globoko verujoč rimokatolik.

### Maršal Radetzky in Slovenija
Radetzky se je leta 1797 poročil s tržiško grofico Frančiško Romano von Strassoldo - Grafenberg, v zakonu se jima je rodilo osem otrok. Med letoma 1807 in 1819 je občasno živel na gradu Neuhaus v Tržiču, ki ga je skupaj s posestvom kupil od svoje tašče. Njegovi finančni in moralni pomoči mestu so se prebivalci oddolžili tudi s panoramsko pešpotjo imenovano »Radetzkyjeva pot«. Nazadnje je Tržič obiskal 25. septembra  1852. V letu 1852 je ostareli maršal od cesarja Franca Jožefa v dosmrtno uporabo prejel Tivolski grad, ki ga je prenovil, uredil grajski park in ga odprl za javnost.

## Vojaška kariera

### Začetki vojaške službe
S svojo enoto je začel službovanje v turški vojni, kasneje pa je bil premeščen na območje današnjega Beneluksa. Leta 1795 je sodeloval v bitki na Renu ter kasneje na ozemlju Italije, kjer je sodeloval v bojih proti Napoleonovi vojski. Tam je napredoval in dobil čin majorja. Leta 1799 je imel že čin polkovnika, ko je bil ranjen v bitki pri Marengu. Leta 1801 je bil povišan v viteza, samo štiri leta pozneje pa je dobil čin generalmajorja.

### Kasnejša vojaška kariera
Leta 1812 je dobil poveljstvo nad novo ustanovljenim 5. huzarskim polkom. Med letoma 1809 in 1812 je bil tudi poveljnik glavnega štaba oboroženih sil, a je s položaja odstopil, ker ni dobil denarja za reorganizacijo vojske. Leta 1813 je nastopil službo poveljnika štaba pri feldmaršalu Schwarzenbergu in imel veliko vlogo pri oblikovanju taktike za bitko pri Leipzigu. Sodeloval je tudi na dunajskem kongresu.

### Zaton kariere
Po kongresu je Radetzky skorajda izginil iz javnega življenja. Nadaljeval je s pritiski, da bi reorganiziral vojsko, s tem pa si je pridobil veliko sovražnikov, ki so zahtevali njegovo upokojitev. Namesto tega ga je cesar povišal v generala konjenice in ga umaknil s političnega položaja. Pri sedemdesetih je leta 1836 napredoval v feldmaršala. Njegova zadnja brilijantna zmaga je bila leta 1849 v bitki pri Novari, ko je s številčno šibkejšo vojsko uspel zadržati pritiske močnejših sil in po prihodu okrepitev premagati vojsko piemontskega kralja Karla Alberta. Radetzky je kljub dolgotrajni bolezni umrl v sedlu, na čelu svoje vojske 5. januarja 1858. Na Kongresnem trgu v Ljubljani je do začetka 20. stoletja njemu v čast stal spomenik.

## Zanimivost
Leta 1848 je Johann Strauss st. v čast Josefu Radetzkyju napisal svetovno znano koračnico "Radetzky Marsch". Vsako leto se jo izvaja na tradicionalnem "Novoletnem koncertu" v dunajski operi na prvi dan v letu. Johann Strauss st. je uporabil melodijo iz stare dunajske pesmi  "Alter Tanz aus Wien“ ali "Tinerl-Lied“. Ko so se Radetzkyjevi vojaki zmagoslavno vrnili iz bitke pri Custozzi, so jo prepevali, zato jo je Strauss uporabil v njegovi skladbi.

## Napredovanja
- kadet (1781)
- poročnik (?)
- nadporočnik (1784)
- stotnik (?)
- inženirski major (?)
- podpolkovnik (?)
- polkovnik (?)
- generalmajor (1805)
- maršal (1831)

## Odlikovanja in nagrade
- red Marije Terezije